# گریخالبا
گریخالبا (به اسپانیایی: Grijalba) یک شهرستان در اسپانیا است.